# Anthony Asquith
Anthony Asquith [ˈæntəni ˈæskwɪθ] (Londen, 9 november 1902 – aldaar, 20 februari 1968) bijgenaamd Puffin, was een Engels regisseur, producent en acteur. Hij maakte films in diverse genres, veel hiervan zijn gebaseerd op toneelstukken van toneelschrijver Terence Rattigan. Asquith is vooral bekend door films zoals: Pygmalion (1938), French Without Tears (1940), The Way to the Stars (1945) en The Importance of Being Earnest (1952) naar het gelijknamige toneelstuk van Oscar Wilde. Asquith geldt als een van de pioniers van de geluidsfilm en werd in zijn hoogtijdagen in grootsheid vergeleken met wereldvermaard regisseur Hitchcock. De BAFTA Award for Best Film Music wordt ter herdenking officieus nog vaak de Anthony Asquith Award for Film Music genoemd.

Het is onmogelijk om te denken aan de geschiedenis van de Britse cinema zonder te denken aan Anthony Asquith
— Dilys Powell

## Biografie

### Jeugd
Asquith is de zoon van de Britse liberale politicus en premier Herbert Henry Asquith en schrijfster Margot Asquith. Hij volgde lessen aan Eaton House, Winchester College en Balliol College (onderdeel van de Universiteit van Oxford) in Oxford. Asquith raakte geïnteresseerd in films en na zijn universitaire opleiding bracht hij zes maanden door in Los Angeles alwaar hij de filmindustrie van Hollywood van nabij kon observeren en in contact kwam met prominente regisseurs en acteurs, zoals: Charlie Chaplin, Ernst Lubitsch en Lillian Gish.

### Begin carrière
Nadat Asquith weer terug was in het Verenigd Koninkrijk voegde hij zich bij de groeiende groep van jonge universitairgeschoolden die werden aangetrokken door de filmindustrie van de jaren '20. De filmindustrie werd toentertijd bezien als disreputabel, algemeen wordt aangenomen dat Asquith de filmindustrie in wilde gaan om zo te breken met het aristocratische milieu waarin hij is opgegroeid. Hij ging werken voor Harry Bruce Woolfe's British Instructional Films, een bedrijf dat zich specialiseerde in documentaires over de Eerste Wereldoorlog en natuurfilms.. Hier begon hij met kleine taken, waaronder: acteren als een stunt double, assisteren van de regisseur en bijdragen aan het script. In 1927 begon British Instructional Films met het produceren van speelfilms. De eerste speelfilm Shooting Star (1927) is gebaseerd op een script van Asquith. Dit werd de eerste van vier stomme films, die Asquith regisseerde waarvan de laatste film A Cottage on Dartmoor zijn reputatie vestigde als serieus regisseur.

Toentertijd was het een buitengewone ambitie voor iemand van zijn klasse. Film werd doorgaans afgedaan als een nogal smakeloze afleiding voor de massa.
— Tom Ryall

### Alcoholisme
In de jaren '30 leek zijn carrière wat in het slop te geraken, dit veranderde pas in 1938 toen hij samen met Gabriel Pascal de film Pygmalion regisseerde. Mede als gevolg van deze problematiek is hij gaan drinken en zijn alcoholisme nam dermate serieuze vormen aan dat zijn vrienden en medewerkers zich ernstige zorgen begonnen te maken. Naar verluidt is Asquith meerdere keren dronken op straat gevallen en is hij in slaap gevallen in zijn soep. Ondanks zijn drankprobleem maakte hij in de jaren '40, toen zijn drankmisbruik het hevigst was, volgens critici, zijn beste films. Asquith sloot toentertijd ook vriendschap met Joe Jones, de uitbater en eigenaar van een truck stop in Catterick die hem vervolgens een baan gaf als afwasser en bediener. De familie van Joe vormde een surrogaatfamilie voor Asquith. Door te werken voor Jones en de omgang met diens familie heeft Asquith geholpen afstand te kunnen nemen van zijn alcoholisme.

### Verloop verdere carrière
Door verfilmingen te maken van toneelstukken zoals van Oscar Wilde, Terence Rattigan en George Bernard Shaw kreeg Asquith de naam van smaakvolle cineast. De invloedrijke filmcriticus Raymond Durgnat muntte de term 'Rattigasquith' om zijn afkeer van de verfilmingen kracht bij te zetten. Zijn succesvolste naoorlogse verfilming is die van Oscar Wildes toneelstuk The importance of Being Earnest (1952). Begin jaren '60 ging het Asquith voor de wind en regisseerde hij films met louter filmsterren, deze waren frequent gebaseerd op de scripts van Rattigan.

### Overlijden
In 1967 werd Asquith aangewezen als regisseur voor de verfilming van Morris Wests boek The Shoes of the Fisherman. Echter hij kon de film niet regisseren vanwege zijn broze gezondheid, op 20 februari 1968 is hij overleden aan de gevolgen van kanker. Anthony Asquith is 65 jaar oud geworden.

## Trivia
- Asquith werkte samen met toneelschrijver Terence Rattigan en producent Anatole de Grunwald aan de productie van tien films, met beiden had hij levenslang een hechte vriendschap.[1]
- Volgens familievriend Jonathan Cecil was Asquith een onderdrukte homoseksueel. Zover bekend heeft Asquith nooit publiekelijk bekend homoseksueel te zijn.[1]
- Asquith is een van de oprichters van de London Film Society. Tevens was hij de eerste Britse regisseur die lid werd van de vakbond en voorzitter was van de Gemeenschap voor Cinematografie- en Televisietechnici (Engels: Association of Cinematograph and Television Technicians (ACTT)). In deze rol heeft hij ervoor gezorgd dat dat de werkomstandigheden van werknemers in de filmindustrie werden verbeterd. Tevens heeft hij ervoor gezorgd dat ten tijde van de Tweede Wereldoorlog de Britse regering de filmindustrie niet stil heeft gelegd.[2]
- Asquiths vader Herbert Henry Asquith heeft als Home Secretary minister van binnenlandse zaken de arrestatie van Oscar Wilde bevolen, vanwege zijn ontuchtige gedrag; Wilde was homoseksueel. De ironie wil dat Herbert Henry Asquiths zoon, Anthony Asquith naar alle waarschijnlijkheid zelf homoseksueel was.[4]

## Filmografie

### Speelfilms
- Shooting Stars (1927)
- UUnderground (1928)
- The Runaway Princess (1929)
- A Cottage on Dartmoor (1929)
- Tell England (1931)
- The Lucky Number (1932)
- Dance Pretty Lady (1932)
- Letting in the Sunshine (1933)
- Unfinished Symphony (1934)
- Moscow Nights (1935)
- Pygmalion (1938)
- French Without Tears (1940)
- Freedom Radio (1941)
- Quiet Wedding (1941)
- Cottage to Let (1941)
- Uncensored (1942)
- We Dive at Dawn (1943)
- The Demi-Paradise (1943)
- Fanny by Gaslight (1944)
- The Way to the Stars (1945)
- While the Sun Shines (1947)
- The Winslow Boy (1948)
- The Woman in Question (1950)
- The Browning Version (1951)
- The Importance of Being Earnest (1952)
- The Final Test (1953)
- |The Net (1953)
- The Young Lovers (1954)
- Carrington V.C. (1955)
- On Such a Night (1956)
- Orders to Kill (1958)
- The Doctor's Dilemma (1958)
- Libel (1959)
- The Millionairess (1960)
- Two Living, One Dead (1961)
- Guns of Darkness (1962)
- The V.I.P.s (1963)
- The Yellow Rolls-Royce (1964)

### Korte films
- The Story of Papworth (1935)
- Channel Incident (1940)
- Rush Hour (1941)
- Two Fathers (1944)